# 坎斯罗 (约讷省)
坎斯罗（法語：Quincerot，法語發音：[kɛ̃sʁo]）是法国勃艮第-弗朗什-孔泰大区约讷省的一个市镇，属于阿瓦隆区。

## 地理
坎斯罗（47°56'30"N, 4°9'47"E）面积9.91 平方千米，位于法国勃艮第-弗朗什-孔泰大區约讷省，该省份为法国中北部内陆省份，西接卢瓦雷省，西北接塞纳-马恩省，南至涅夫勒省，东临科多尔省，东北与奥布省接壤。
与坎斯罗接壤的市镇（或旧市镇、城区）包括：埃图尔维、维利耶勒布瓦、阿尔托奈、特里谢。

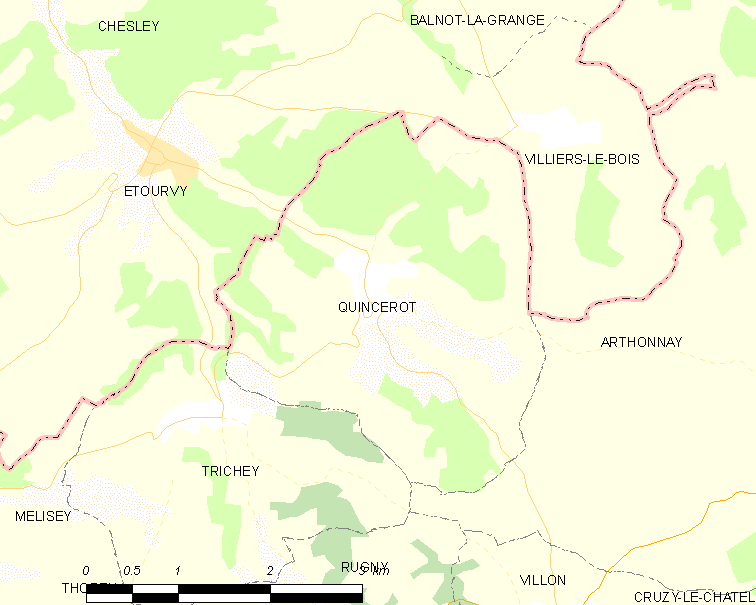
的OSM定位图

坎斯罗的时区为UTC+01:00、UTC+02:00（夏令时）。

## 行政
坎斯罗的邮政编码为89740，INSEE市镇编码为89320。

## 政治
坎斯罗所属的省级选区为托内鲁瓦县。

## 人口

1962-2008年间人口变化图示

坎斯罗于2022年1月1日时的人口数量为52人。